# Barcourgné Courmo
Barcourgné Courmo (* 1916 in Say; † 16. November 1993 in Niamey) war ein nigrischer Politiker. Er war von 1958 bis 1970 Finanzminister Nigers.

## Leben
Barcourgné Courmo gehörte der Volksgruppe der Songhai-Zarma an. Er besuchte Schulen in Niamey und ging anschließend auf die École normale William Ponty, die er 1936 mit Diplom abschloss. Er war ein Schul- und Studienkollege von Hamani Diori. Ab 1936 arbeitete er als Buchhalter in der Finanzdirektion von Niamey. Courmo war 1946 ein Gründungsmitglied der Nigrischen Fortschrittspartei Hamani Dioris, deren Vizepräsident er ein Jahr später wurde. In diesem Amt löste ihn 1956 der spätere Innenminister Yansambou Maïga Diamballa ab. 1948 wurde Barcourgné Courmo als Buchhalter in die Finanzdirektion in Zinder versetzt, wo er bald Büroleiter wurde. Er arbeitete ab 1952 wieder in der Finanzverwaltung von Niamey und wurde im März 1958 Assistent des Kreiskommandanten von Madaoua.
Am 20. Dezember 1958 wurde Barcourgné Courmo in der Regierung von Hamani Diori als Nachfolger von Issa Diop zum Finanzminister seines Landes berufen, das 1960 von Frankreich unabhängig wurde. Von 25. Juni 1963 bis 23. November 1965 war er zusätzlich Wirtschaftsminister, dann wieder ausschließlich Finanzminister. Anschließend wurde er am 15. Januar 1970 als Nachfolger von Abdou Sidikou Außenminister. In diesem Amt wurde er am 22. November 1970 durch Mamoudou Maïdah ersetzt. Einige Monate später wurde er zum Präsidenten des staatlichen Conseil économique et social gewählt.
Am 15. April 1974 wurde Hamani Diori durch einen Putsch von Seyni Kountché abgesetzt. Wie die meisten Angehörigen der bisherigen politischen Elite wurde Barcourgné Courmo verhaftet und in einem Militärlager in Agadez interniert. Erst als 1987 Ali Saïbou Staatspräsident wurde, wurde er freigelassen. Er setzte sich in seiner Geburtsstadt Say zur Ruhe, wo er nach seinem Tod auch bestattet wurde.

## Ehrungen
- Ritter des Ordens des Sterns von Anjouan
- Kommandeur der Ehrenlegion